# Mandacik
Mandacik – singel polskiej grupy discopolowej Łobuzy, Akcentu oraz polskiego piosenkarza Zenona Martyniuka. Singel został wydany 1 lipca 2025.
Oryginalny teledysk do utworu zdobył ponad 8,5 mln wyświetleń na platformie YouTube (sierpień 2025). Natomiast w serwisie Spotify, utwór osiągnął ponad 2,5 mln przesłuchań (sierpień 2025).

## Nagrywanie i historia wydania
Utwór napisali Zenon Martyniuk, Bogumił Romanowski, Filip Pachólczyk i Izabela Sołowska. Za kompozycję piosenki odpowiedzialni byli Bogumił Romanowski oraz Filip Pachólczyk, którzy odpowiadają również za produkcję utworu. Za miksowanie i mastering piosenki odpowiedzialny był Jarosław Baran.
Singel ukazał się w formacie digital download oraz w streamingu 1 lipca 2025 w Polsce, nakładem własnym w dystrybucji Sony Music Entertainment. 

## Teledysk
Do utworu powstał teledysk w reżyserii Roksany Kostoń, który udostępniono w dniu premiery singla za pośrednictwem serwisu YouTube, Apple Music oraz Tidal.

## Lista utworów
- Digital download[3]

1. „Mandacik” – 3:18

## Pozycje na listach sprzedaży

### Pozycje na tygodniowych listach sprzedaży
| Kraj   | Lista (2025)             | Najwyższa pozycja |
| ------ | ------------------------ | ----------------- |
| Polska | Billboard Poland Songs   | 3                 |
| Polska | OLiS – single w streamie | 3                 |